# عبد السلام الكناني
عبد السلام الكناني ولد في 1911 في أكودة وتوفي في 3 ديسمبر 2007 في تونس العاصمة، هو سياسي تونسي.

## السيرة الذاتية
زاول عبد السلام الكناني تعليمه الابتدائيتصنيف:مواليد في أكودة في أكودة، قبل أن يواصل تعليمه الثانوي في تونس العاصمة. انتقل بعدها لدراسة الرياضيات الخاصة في فرنسا، أين التقى أدال فوراكس (Adèle Foureix) المرأة التي سيتقاسم معها حياته. عند عودته إلى تونس، التحق للعمل في المدرسة الصادقية، في نفس الذي تحمل فيه مهاما نقابية.

بعد الاستقلال في 1956، عين في 29 يوليو 1957 في منصب وزير التخطيط في حكومة الحبيب بورقيبة الثانية، وذلك حتى 30 ديسمبر 1958 أين أصبح وزيرا للفلاحة في نفس الحكومة حتى 3 أبريل 1962.

بعد مساره الحكومي، عين رئيس مدير عام الشركة التونسية للكهرباء والغاز حتى 1967. بعد ذلك أصبح الرئيس الأول للمحكمة الإدارية ثم مدير المدرسة الوطنية للإدارة.